# La Hallotière
La Hallotière är en kommun i departementet Seine-Maritime i regionen Normandie i norra Frankrike. Kommunen ligger i kantonen Argueil som tillhör arrondissementet Dieppe. År 2022 hade La Hallotière 204 invånare.

## Befolkningsutveckling
Antalet invånare i kommunen La Hallotière
| Referens: INSEE |